# QBU-88
Il fucile di precisione QBU-88 (Type 88) è un fucile di precisione prodotto dalla Norinco ed utilizzato dall'Esercito Popolare di Liberazione (PLA).

## Descrizione
Il fucile QBU-88 (anche a volte chiamato fucile Type 88) è la prima arma di nuova generazione di armi leggere, che incamera le munizioni 5.8 x 42 mm. Tecnicamente non un vero fucile di precisione, inteso per aiutare il fuoco delle armi semiautomatiche oltre le capacità di un normale fucile d'assalto di fanteria. Il fucile è inteso per un grezzo uso militare, così è stato dotato di mirini regolabili, ed è in generale dotato di telescopi o di visori notturni.
Il fucile QBU-88 è ottimizzato per il carico di munizioni 5.8 x 42 mm, con un proiettile più lungo con anima d'acciaio, ma apparentemente, non può sparare munizioni standard, inteso per il fucile d'assalto QBZ-95. Attualmente il QBU-88 è utilizzato dal PLA e le forze di polizia cinesi.